# Musée du Tibet (Dharamsala)
Pour les articles homonymes, voir Musée du Tibet.
Le musée du Tibet (tibétain : བོད་ཀྱི་འགྲེམས་སྟོན་ཁང་།་, Wylie : Bod kyi Demtonkhang) de Dharamsala est le musée officiel du Département de l 'information et de relations internationales de l'Administration centrale tibétaine et est situé près du temple principal du 14e dalaï-lama, Tsuglag Khang, à McLeod Ganj près de Dharamsala. Le musée du Tibet vise à diffuser les connaissances sur l'histoire et la culture du Tibet tout en sensibilisant sur l'occupation du Tibet et les violations incessantes des droits de l'homme commises par la Chine. Créé en 1998, le  musée du Tibet possède aujourd'hui une collection comprenant plus de 30 000 photographies, une exposition itinérante, et une exposition permanente qui documente le voyage des Tibétains en exil à travers l'Himalaya ,.
La mission du musée du Tibet est de documenter, préserver, étudier, exposer et éduquer le public sur toutes les questions liées à l'histoire et la culture tibétaine. Initialement baptisée Tibetan National Commemoration and Documentation Center, nombre d'idées différentes ont été examinés avant que le concept final ne soit approuvé par l'Administration centrale tibétaine. Le 30 avril 2000, le 14e  dalaï-lama a inauguré le musée lors d'une cérémonie en présence de quelque 300 dignitaires et bénévoles. Le musée du Tibet présente l'histoire et visions du Tibet pour son avenir à travers textes, photographies, vidéos et installations.